# Max IV-laboratoriet

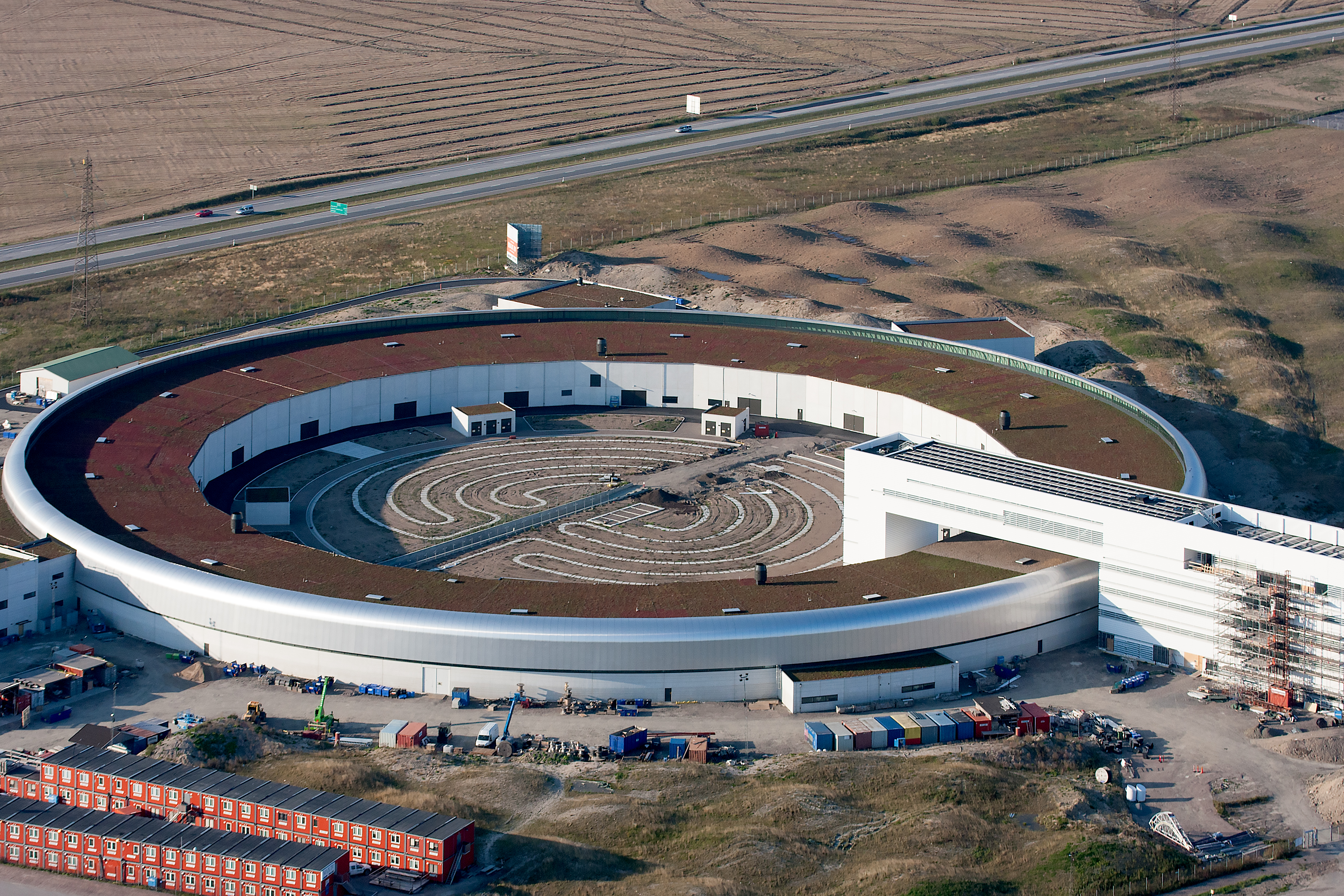
Max IV-laboratoriet under uppbyggnad i september 2014.

Max IV-laboratoriet, tidigare Max-lab, skrivet MAX IV av den egna organisationen, är ett svenskt nationellt laboratorium för  acceleratorfysik och forskning med hjälp av synkrotronljus. Det är världens ljusstarkaste synkrotronljusanläggning. Laboratoriet ligger i norra Lund och har Lunds universitet som värduniversitet. Laboratoriet kommer att vara fullt utbyggt 2026 och beräknas då ha upp till 3000 användare årligen från hela världen bland annat inom ämnena fysik, kemi, biologi, medicin och materialvetenskaper. Max-lab startade 1986 och har sedan dess kraftigt expanderat. Öppnandet av den andra acceleratorringen Max II 1996 utgjorde en viktig punkt i laboratoriets historia.
Den 27 april 2009 beslutade Lunds universitet, Vetenskapsrådet, Region Skåne och Vinnova att bekosta bygget av anläggningen Max IV. Bygget av Max IV påbörjades 2010 på Brunnshög i nordöstra Lund. Max IV invigdes den 21 juni 2016.
Dagens laboratorium har två lagringsringar för elektroner (1,5 och 3 GeV), en linjäraccelerator samt en kortpulsfacilitet (SPF). I linjäracceleratorn produceras och accelereras de elektroner som sedan lagras i lagringsringarna. Elektronerna i de två lagringsringarna producerar synkrotronljus som används vid experiment och mätningar inom många olika vetenskapsfält. Max-lab stängdes ner i december 2015.

## Max I
Max I är den äldsta lagringsringen på Max-lab. Den byggdes i början på 1980-talet och startades 1986. Den användes både för att producera synkrotronljus och som elektronpulssträckare för kärnfysikexperiment. Max I var den minsta ringen på Max-lab och hade en omkrets på 32,4 meter. På Max I fanns bara ett insättningselement och synkrotronljuset kom därför i första hand från dipolmagneter.
Max I tillverkades huvudsakligen på plats i Max-labs lokaler i M-huset på Lunds tekniska högskola. Lagringsringen var först tänkt att endast användas för kärnfysikforskning men eftersom synkrotronljusforskningen började bli mer och mer uppmärksammad runt om i forskarvärlden designades Max I om under designfasen för att passa båda användningsområdena.
Efter att ha startats satte Max I fart på synkrotronljusforskningen i Sverige. Som mest fanns det sju experimentstationer vid Max I och forskare från hela världen använde det ultravioletta och infraröda synkrotronljuset för sin forskning. 

## Max II
Max II är Max-labs mest använda lagringsring[källa behövs], den hade en omkrets på 90 meter. Max II tillhörde den tredje generationens synkrotronljuskällor och startades 1996. I likhet med Max-labs övriga lagringsringar användes flera nya innovativa och kostnadseffektiva lösningar vid byggandet av lagringsringen för att hålla kostnaderna nere men prestandan hög. Max II designades initialt för synkrotronljus inom ultraviolett- och mjukröntgenområdet, men med hjälp av supraledande insättningselement blev det även möjligt att producera synkrotronljus inom hårdröntgenområdet.

## Max III
Max III startades 2007 och hade en omkrets på 36 meter. Max III byggdes för att avlasta den fullt utbyggda Max II för synkrotronljusforskning i det ultravioletta området. Dessutom flyttades strålrör från Max I över till Max III för att utnyttja den högre prestanda som Max III hade. Max III byggdes också för att testa en helt ny magnetteknologi som även använts på Max IV.

## Max IV

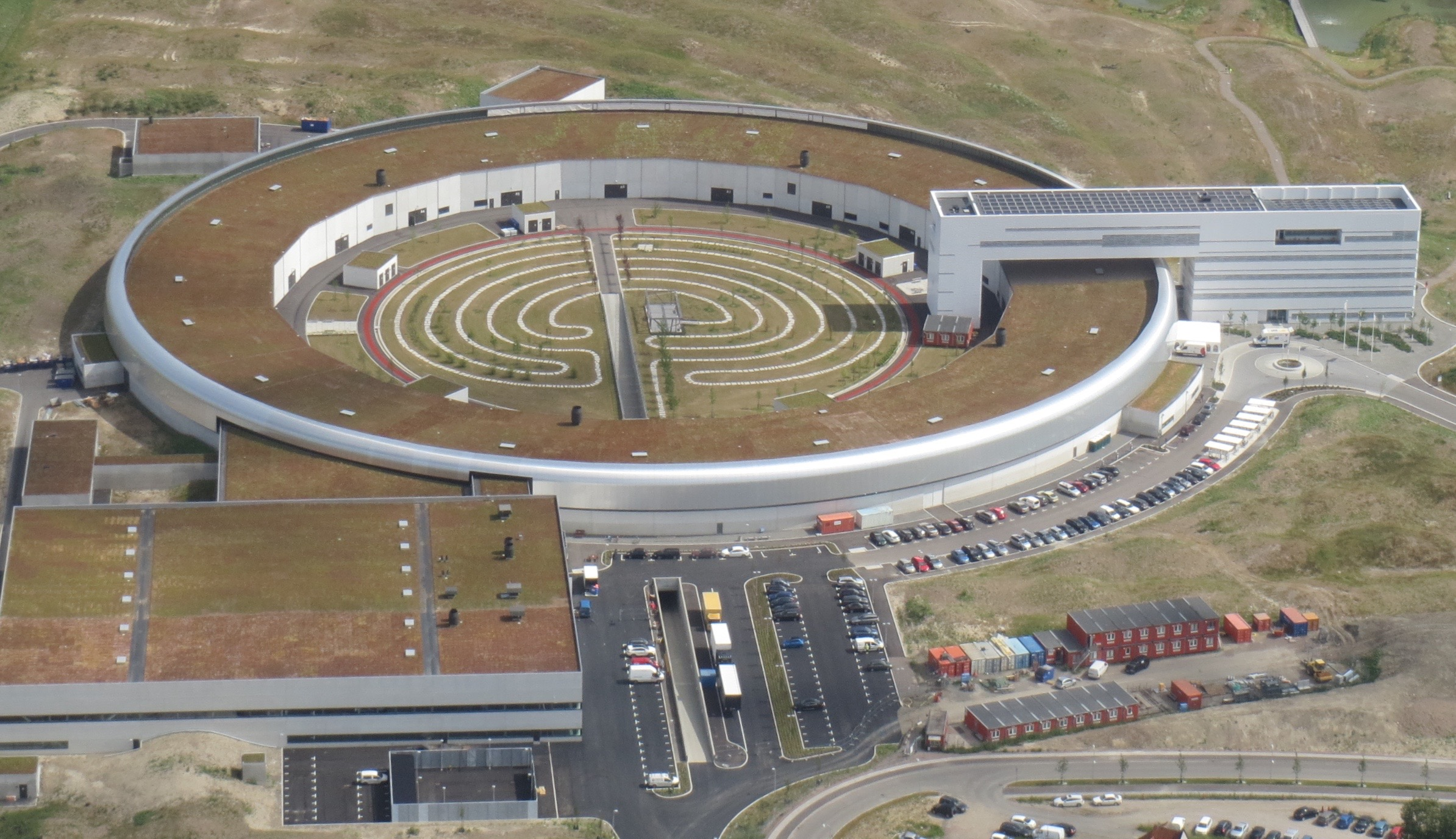
Max IV 20 juni 2016.

2010 togs första spadtaget och den 21 juni 2016 invigdes Max IV. Det finns två lagringsringar vid Max IV-laboratoriet. En mindre ring med en omkrets på 96 meter (1,5 GeV elektronenergi) och en större ring med en omkrets på 528 meter (3 GeV elektronenergi). Injektion av elektroner i lagringsringarna sker med en 300 m lång linjäraccelerator. Linjäracceleratorn kan även producera korta elektronpulser som kan användas för experiment som kräver hög tidsupplösning.
Till skillnad från många av dagens lagringsringar fylls Max IV-ringarna på med elektroner kontinuerligt någon gång i minuten och hålls maximalt fyllda dygnet runt. Detta kallas på engelska för top-up mode (resp. top-off mode i USA) och har funnits sedan många år bland annat på Swiss Light Source (SLS), Advanced Light Source (ALS), och ska införas hösten 2012 hos Berliner Elektronenspeicherring-Gesellschaft für Synchrotronstrahlung MBH (BESSY II). 
Magnetteknologin i Max IV-ringarna är en vidareutveckling av den teknologi som fanns i Max III. Den mindre ringen producerar synkrotronljus med egenskaper liknande de som producerades i Max II. Den stora ringen producerar synkrotronljus med högre energi vilket kommer att möjliggöra nya typer av experiment. Eftersom lagringsringarna är designade på ett nytt och innovativt sätt kommer de att vara världsledande som synkrotronljuskällor. Engelska artiklar finns i Synchrotron Radiation News.
Max IV slukar stora mängder energi, och beräknas att 2023 få en elräkning på 70 miljoner. 